# Slaget om Holland
Slaget om Holland var en del af Fall Gelb, den tyske invasion af Holland, Belgien, Luxembourg og Frankrig under 2. verdenskrig. Slaget varede fra den 10. til den 14. maj 1940, hvor den hollandske hovedstyrke kapitulerede. Hollandske styrker blev ved med at kæmpe mod Wehrmacht i Holland indtil den 17. maj. Nazityskland holdt derefter Holland besat, og de sidste dele af Holland blev først befriet i maj 1945.
Slaget endte kort efter det voldsomme Luftwaffe bombardement af Rotterdam og den efterfølgende trussel fra tyskerne om at bombardere andre hollandske storbyer, hvis hollænderne afslog at overgive sig. Den hollandske overkommando vidste, at den ikke kunne stoppe bombeflyene og overgav sig for at undgå, at andre byer blev udsat for samme skæbne.

## Baggrund
Storbritannien og Frankrig erklærede Tyskland krig i september 1939 efter angrebet på Polen, men der blev ikke igangsat nogle operationer på landjorden i Vesteuropa i den periode, der fik betegnelsen Spøgelseskrigen, mens Storbritannien og Frankrig opbyggede deres styrker i forventning om en lang krig, og tyskerne afsluttede deres invasion af Polen og besatte Danmark og Norge. Den 9. oktober beordrede Adolf Hitler, at der skulle udformes planer for en invasion af Holland, Belgien og Luxembourg, som herefter skulle være base mod Storbritannien og forhindre et tilsvarende angreb fra de allierede, som kunne true det yderst vigtige Ruhr-distrikt.
Selv om Nederlandene havde været neutrale under 1. Verdenskrig havde de nederlandske sympatier under krigen fortrinsvis været på tyskernes side. Nederlandene og Tyskland havde ikke været i krig siden det Tyske Kejserrige blev skabt i 1871, og også tidligere havde der kun været få krige mellem Nederlandene og tyske stater. Ved slutningen af 1. Verdenskrig gav Nederlandene den tyske kejser Wilhelm 2. af Tyskland asyl og afslog at udlevere ham til de allierede. I stedet overlod de ham et slot, Huis Doorn, hvor han boede indtil sin død i 1941.
Da Hitler kom til magten, begyndte hollænderne at opruste, men langsommere end andre lande. De nederlandske regeringer så ikke Nazityskland som en trussel. Dette var delvis begrundet i et ønske om ikke at tirre Tyskland, delvis i en politik med begrænsninger på de offentlige udgifter, hvorved den konservative, nederlandske regering uden held forsøgte at bekæmpe Den store depression, som ramte det nederlandske samfund særligt hårdt.
Efter invasionen af Polen i september og det efterfølgende udbrud af 2. verdenskrig håbede Nederlandene på at kunne forblive neutralt, ligesom de havde været det 25 år tidligere. For at sikre denne neutralitet blev den hollandske hær mobiliseret og kørt i stilling. Store summer (over en milliard gylden) blev bevilget til at modernisere forsvaret, men det viste sig meget vanskeligt at anskaffe det fornødne udstyr i krigstid, især da hollænderne bestilte meget af deres udstyr i Tyskland.
Nederlandenes strategiske placering mellem Frankrig og Tyskland på den udækkede side af deres forsvarslinjer gjorde dem til logiske ruter for en offensiv fra begge sider. De allierede prøvede at overbevise dem om, at de ikke skulle vente på det uundgåelige tyske angreb, men straks slutte sig til dem. Både hollænderne og belgierne afviste dog dette, selv da de tyske angrebsplaner faldt i hænderne på belgierne, efter at et tysk fly nødlandede i januar 1940.
Franskmændene overvejede at krænke deres neutralitet, hvis de ikke havde sluttet sig til de allierede inden den planlagte store allierede offensiv i 1941. Efter den tyske invasion af Norge og Danmark (uden forudgående krigserklæring) stod det klart for det nederlandske militær, at det nok ville vise sig umuligt at holde sig uden for konflikten, og de begyndte fuldt ud at forberede sig på krig, både mentalt og fysisk ved at tage modforholdsregler mod et muligt luftbårent angreb. De fleste civile holdt imidlertid fast i illusionen om, at deres land måske blev ladt i fred. For mange kan holdningen i det nederlandske folk og blandt deres ledere måske synes utrolig naiv, men de håbede på, at Aksemagterne og de Allierede ville udvise samme tilbageholdenhed som under 1. Verdenskrig, og hollænderne forsøgte at holde en lav profil og holde sig ude af krigen for enhver pris, et synspunkt man i betragtning af de enorme tab af menneskeliv under 1. verdenskrig sagtens kan forstå.

### De nederlandske styrker
I Nederlandene var næsten alle de materielle betingelser til stede for at kunne gennemføre et heldigt forsvar: en stor, velhavende, ung, disciplineret og veluddannet befolkning; en geografi, der favoriserede forsvarerne og en stærk teknologisk og industriel base, der bl.a. omfattede en ikke ubetydelig forsvarsindustri. Disse fordele var imidlertid ikke blevet udnyttet. Mens den tyske hær på det tidspunkt stadig havde mange mangler, hvad angik udstyr og træning, var den i forhold til den hollandske hær som Goliat i forhold til David. Myten om, at tyskernes materiel var bedre end deres modstanderes i Slaget om Frankrig var sand, når det drejede sig om Slaget om Holland. På den ene side var der den i sammenligning topmoderne tyske hær med kampvogne, styrtbombefly (såsom Stuka) og maskinpistoler, og på den anden side var der den hollandske hær med 1 kampvogn (en ikke funktionsdygtig fransk Renault FT-17), 39 panservogne og 5 tanketter, en flystyrke, der fortrinsvis bestod af dobbeltdækkere og infanteri bevæbnet med Steyr-Mannlicher M1895 rifler fra før 1. verdenskrig. Den nederlandske regerings holdning til krig var afspejlet i forsvarets udstyr, der ikke var blevet grundigt udskiftet siden 1904.
Den nederlandske hærs mangel på udstyr var så alvorlig, at den begrænsede antallet af divisioner, der kunne opstilles. Der var kun tilstrækkeligt artilleri til, at der kunne opstilles 8 infanteridivisioner (der blev formeret i fire armékorps) og en let, dvs. motoriseret division.
Bortset fra to uafhængige brigader (Brigade A og Brigade B) blev alle andre enheder opstillet som let infanteri-"grænsebataljoner" som rent faktisk var spredt over hele landet for at forsinke fjendtlige bevægelser. De gjorde brug af mange linjer af bunkere, som ikke havde nogen dybde. Rigtige moderne fæstninger, som det belgiske Eben-Emael fandtes ikke. Til sammenligning kunne Belgien, som havde en mindre befolkning, sende 22 divisioner i felten. Efter krigsudbruddet i september 1939 blev der gjort desperate forsøg på at forbedre situationen, men med meget lidt held. Tyskland forsinkede, af indlysende årsager, levering af materiel. Frankrig tøvede med at udstyre en hær, som ikke entydigt ville stille sig på dens side. Den eneste kilde, hvor man straks kunne købe alle de våben, det skulle være, Sovjetunionen, var ude af billedet, da Holland ikke anerkendte det kommunistiske styre.
Den 10. maj 1940 var den mest åbenbare mangel i den nederlandske hær, at den ikke havde kampvogne. Mens de andre større deltagere i krigen alle havde betydelige pansrede styrker, havde Holland ikke været i stand til at fremskaffe de mindst 140 kampvogne, som de anså for at være nødvendige. Den ene Renault-kampvogn, de besad, og som kun havde én uddannet fører, og som kun blev brugt til at teste antitank-forhindringer, forblev alene. Der var to eskadroner af panservogne, som hver var udstyret med et dusin Landsverk køretøjer. Endnu et dusin DAF M39 biler var i færd med at blive pansret. En enkelt deling med fem Carden-Loyd Mark VI tanketter, der blev benyttet af artilleriet, udgjorde resten af de hollandske panserstyrker.
Det nederlandske artilleri rådede over i alt 676 haubitser og feltkanoner: 310 Krupp 75 mm feltkanoner, der til dels var fremstillet på licens, 52 105 mm Bofors-haubitser, de eneste moderne kanoner, 144 forældede Krupp 125 mm kanoner; 40 150 mm sFH13; 72 Krupp 150 mm L/24 haubitser og 28 Vickers 152 mm L/15 haubitser. Mange af disse kunne kun skyde granater med sortkrudt, som ikke rigtigt eksploderede. Der var 386 Bøhler 47 mm L/39 kanoner til rådighed som antitank-kanoner og desuden 300 antikverede 6 Staal og 8 Staal-feltkanoner, der udførte den samme rolle i dækningsstyrkerne. Ingen af de 220 moderne kanoner, der var bestilt i Tyskland, var blevet leveret, da invasionen gik i gang.
Det hollandske infanteri havde omkring 2.000 6,5 mm Schwarzlose M.08 maskingeværer, der til dels var fremstillet på licens og 800 Vickers maskingeværer. Da mange af disse måtte installeres i bunkere, havde hver bataljon et tungt maskingeværkompagni med 12 automatvåben. De hollandske infanteridelinger var bygget op omkring et let maskingevær, M20 Lewismaskingeværet. Hvert maskingevær havde en ammunitionstromle med 97 patroner. De havde en tendens til at sætte sig fast, og våbnet var ikke særlig brugbart i offensive operationer. De tyske divisioner havde 559 lette maskingeværer fordelt på deres delinger. Der var også kun seks 80 mm morterer til hver bataljon. Denne mangel på ildkraft på laveste niveau var hovedårsagen til den ofte ringe kampkraft i det nederlandske infanteri.
Det nederlandske hærs flyvetjeneste (Luchtvaartafdeeling) havde den 10. maj en flåde af 155 fly: 28 Fokker G.1 tomotorede jagerbombere; 31 Fokker D.XXI og 7 Fokker D.XVII jagere; 10 tomotorers Fokker T.V, 15 Fokker C.X og 35 Fokker C.V lette bombefly, 12 Douglas DB-8 styrtbombere og 17 Koolhoven FK-51 rekognosceringsfly — 74 af de 155 fly var således dobbeltdækkere. Ud af disse var 121 både operationsklare og placeret i enheder. Af resten brugte flyveskolen 3 Fokker D.XXI, 6 Fokker D.XVII, 1 Fokker G.I, 1 Fokker T-V og 7 Fokker C.V, foruden en række træningsfly. Yderligere 40 fly gjorde tjeneste i den hollandske marines flyvetjeneste (Marineluchtvaartdienst).
Den hollandske hær (Koninklijke Landmacht) var ikke alene dårligt udstyret, den var også dårligt trænet. Før krigen blev kun en lille del af en årgang indkaldt – og det var ofte de mindst egnede, da det var let at blive fritaget, med mindre man var arbejdsløs. De, som blev indkaldt, gjorde tjeneste i 24 uger, lige nok til at gennemgå en grundlæggende infanteritræning. Efter mobiliseringen blev styrkerne kun langsomt mere kampklare. De meste af tiden gik med at bygge forsvarsstillinger. Efter dens egne standarder var den nederlandske hær i 1940 ikke klar til kamp. Den kunne ikke iværksætte en større offensiv, endsige udføre bevægelseskrig.
Tyske generaler og taktikere (og Hitler selv) vurderede også, at de nederlandske styrker var dårlige, og regnede med at selv den centrale del af Holland kunne erobres på mindre end en dag. Da kampen gik i gang viste det sig, at den tyske hær efter tre dage blev holdt tilbage af en hær, som, selv om den var underbemandet og uden ordentlige våben, ydede modstand. Da Hitler hørte om situationen, fik han et af sine berygtede raserianfald og krævede, at de nederlandske byer skulle lægges i aske for at fremtvinge en kapitulation.

### Hollands forsvarsstrategi
Siden det 17. århundrede havde Holland sat sin lid til et effektivt forsvarssystem, som blev kaldt Vandlinjen (Hollandse Waterlinie), der beskyttede alle de store byer i den vestlige del af landet ved at oversvømme en del af landet. I slutningen af det 19. århundrede var den linje blevet moderniseret med fæstninger og flyttet længere mod øst, forbi byen Utrecht. Denne linje blev kaldt den Nye vandlinje. Da befæstningerne var forældede i 1940, blev de forstærket med nye bunkers. Linjen lå på den yderste kant af området, der lå under havets overflade, Det betød, at landet foran befæstningerne let kunne sættes under en meter vand – for lavt til både, men dybt nok til at gennemvæde jorden og gøre den til et ælte, der var umuligt at forcere. Området vest for den Nye Vandlinje kaldtes Vesting Holland ('Fæstning Holland'). Områdets østlige flanke var beskyttet af Isselsøen, og den sydlige flanke var beskyttet af de tre parallelle vandveje: Rhinens to løb og Meuse. De virkede som en National Skanse. Inden krigen var det planen at falde tilbage til denne stilling næsten med det samme, i håb om at Tyskland kun ville invadere den sydlige del af landet på vej til Belgien og efterlade hovedparten af Holland uskadt. I 1939 kom det til at stå klart, at en sådan holdning i grunden var en invitation til at invadere og gjorde det umuligt at forhandle med de allierede om et fælles forsvar. Der blev derfor bygget en hovedforsvarslinje længere østpå.
Den anden hovedforsvarslinje blev dannet af Grebbelinie (Grebbelinjen), der lå ved de forreste bakker i et morænelandskab fra istiden, mellem Issel og den Nedre Rhin og Peel-Raamstelling (Peel-Raam stillingen), der lå mellem floden Maas og den belgiske grænse langs Peel marsken og Raam bækken. Fjerde og Andet armekorps tog stilling ved Grebbe Linjen; Tredje armekorps lå i Peel-Raam stillingen med den lette division bag sig som en mobil reserve. Brigade A og B skabte forbindelse mellem den Nedre Rhin og Maas, og Første armekorps lå som strategisk reserve i Fæstning Holland. Alle disse linjer var forstærket med bunkers.
Den forsvarsmæssige værdi af Grebbe-linjen var i bedste fald begrænset. Bortset fra bunkers bestod den mest af skyttegrave beskyttet af oversvømmelser. Regeringen havde afslået at give tilladelse til at fjerne skov foran linjen, selv om det gav en angriber god dækning.
Den lette division var den eneste delvis motoriserede styrke i den hollandske hær. Udover lastbiler benyttede den også cykler i stor stil som et militært transportmiddel.
Foran denne hovedforsvarslinje lå der en dækningslinje langs floderne IJssel og Maas, Issel-Maas linjen som havde forbindelse til stillinger i Betuwe, igen med bunkers og let forsvaret af 14 grænsebataljoner. Sidst i 1939 foreslog den nederlandske øverstkommanderende, general Izaak H. Reijnders, at gøre brug af de udmærkede muligheder for forsvar, som disse floden frembød og gå over til en mere mobil strategi ved først at kæmpe et forsinkelsesslag med armekorpsene ved de sandsynlige overgangssteder i nærheden af Arnhem og Gennep for at tvinge de tyske divisioner til at opbruge meget af deres offensive styrke, inden de nåede frem til hovedforsvarslinjen. Dette blev vurderet at være en for risikabel strategi af den hollandske regering. Da Reijnders også blev nægtet fuld militær autoritet i forsvarszonerne, tog han sin afsked og blev erstattet af general Henry G. Winkelman.
Under Spøgelseskrigen overholdt Holland officielt en streng neutralitet. I hemmelighed førte hollænderne imidlertid forhandlinger med både belgierne og franskmændene om at koordinere et fælles forsvar i tilfælde af en tysk invasion. Dette slog fejl på grund af de uoverstigelige meningsforskelle om hvilken strategi, der skulle følges. Hollænderne ønskede, at belgierne skulle forbinde deres forsvarslinjer med Peel-Raam stillingen. Belgierne ønskede imidlertid at kæmpe langs Albert-kanalen. Dette skabte et farligt hul. Franskmændene blev inviteret til at stoppe det. Den franske overgeneral Maurice Gamelin var meget interesseret i at inkludere hollænderne i sin front, da i han lighed med Bernard Montgomery fire år senere, håbede på at kunne komme uden om Vestvolden når de allierede skulle iværksætte deres offensiv i 1941; men han turde ikke forlænge sine forsyningslinjer så langt, med mindre belgierne og hollænderne ville slutte sig til de allierede inden det tyske angreb. Da begge lande afslog, udtalte Gamelin, at han ville besætte en forbindelsesstilling i nærheden af Breda. Hollænderne befæstede imidlertid ikke denne "Orange Stilling". I al hemmelighed besluttede de at opgive Peel-Raam stillingen straks ved begyndelsen af et tysk angreb og trække Tredje armekorps til Linge for at dække den sydlige flanke i Grebbe-linjen og kun efterlade en dækningsstyrke.
Efter det tyske angreb på Danmark og Norge i april 1940, hvor tyskerne bruge mange faldskærmsjægere, blev den hollandske overkommando bekymret for muligheden for, at de kunne blive offer for et sådant strategisk angreb. For at slå et sådant angreb tilbage blev der placeret tropper ved Haags lufthavn i Ypenburg og Rotterdams lufthavn i Waalhaven. Disse tropper blev forstærket med alle de hollandske tanketter og seks af de 24 fungerende panservogne. Disse specifikke tiltag blev fulgt af mere generelle: hollænderne placerede 32 hospitalsskibe udover hele landet og 15 tog, der skulle gøre det lettere at flytte tropper.

### Den tyske strategi og tropper
I løbet af de mange forandringer af de operationelle planer for Fall Gelb blev det indimellem overvejet at lade Fæstning Holland gå fri, sådan som hollænderne håbede på. Men Hermann Göring insisterede på, at hele Holland skulle besættes, da han havde brug for de hollandske flyvepladser mod Storbritannien, og gjorde samtidig Hitler tilfreds, da han var bange, for at de allierede efter et delvist nederlag kunne forstærke Fæstning Holland og bruge dets flyvepladser til at bombe tyske byer og tropper fra. En tredje årsag til at erobre hele Holland var, at da man ikke kunne gå ud fra, at Frankrig ville blive besejret, var det af politiske årsager hensigtsmæssigt at opnå en hollandsk kapitulation, fordi endnu et nederlag for de allieredes politik kunne betyde, at mindre fjendtlige regeringer kom til magten i Storbritannien og Frankrig.
Selv om det således blev besluttet at erobre hele Holland, var der ikke mange enheder, som kunne frigøres til denne opgaver. Hovedindsatsen i Fall Gelb ville blive gjort i midten mellem Namur og Sedan. Angrebet i det centrale angreb var kun en finte, og angrebet på Fæstning Holland var kun en del af denne finte. Selv om Heeresgruppe B's 6. og 18. arme blev indsat ved den hollandske, skulle den første af disse styrker rykke syd for Venlo til Belgien og efterlade den 18. arme under general Georg K.F.W von Küchler med opgaven af besejre den hollandske hovedstyrke. Af alle de tyske hære, som skulle tage del i operationen, var denne langt den svageste. Den bestod kun af fire regulære infanteridivisioner (207., 227., 254. og 256 infanteri division) støttet af tre reservedivisioner (208., 225. og 526. infanteridivision), som ikke kunne tage del i kampen. Seks af disse divisioner var "3. bølge"-enheder, som først var blevet opstillet i august 1939 med Landwehr tropper. De havde kun få professionelle officerer, var uden nogen kamperfaring, bortset fra de blandt de 42 %, der var over 40, som var veteraner fra 1. Verdenskrig. Ligesom i den hollandske hær havde de fleste af soldateren (88 %) ikke tilstrækkelig træning. Den syvende var 526. infanteridivision, som var en ren sikringsenhed uden nogen form for kamptræning. Selv når man tog højde for, at de tyske divisioner med en nominel styrke på 17.807 mand var halvt så store som deres hollandske modparter, men havde en tre gange så stor effektiv ildkraft, var den nødvendige numeriske overlegenhed til at kunne gennemføre en vellykket offensiv simpelthen ikke tilstede.
For at løse dette problem blev der gjort forskellige tiltag for at forstærke 18. arme. Det første af dem bestod i, at den eneste tyske kavaleridivision, der meget passende havde navnet 1. Kavaleriedivision, blev tildelt armeen. De beredne tropper i denne enhed skulle sammen med noget infanteri besætte de svagt forsvarede provinser øst for Ijssel-floden og derpå forsøge at krydse Afsluitdijk og samtidig forsøge en landgang i Fæstning Holland ved hjælp af pramme, der skulle erobres i den lille by Stavoren. Da det var usandsynligt, at begge dele skulle lykkes, blev de regulære divisioner forstærket med SS enhederne Der Führer, Deutschland og Germania samt Leibstandarte Adolf Hitler, der skulle fungere som angrebsinfanteri og gennembryde de hollandske forsvarsstillinger. Dette bidrog imidlertid kun med fire regimenter til ligningen. For at sikre sig sejren greb tyskerne til mere ukonventionelle metoder.
Tyskerne havde uddannet to luftbårne angrebsdivisioner. Den første af disse, 7. Fliegerdivision, bestod af faldskærmstropper, den anden, 22. Luftlande-Infanteriedivision, var luftbårent infanteri. I starten, da man stadig regnede med, at hovedindsatsen skulle foregå i Flandern, var det tanken at bruge disse i et forsøg på at krydse floden Scheldt ved Gent. Denne operation blev senere opgivet, og det blev så besluttet at bruge dem til at opnå en let sejr i Holland. De luftbårne tropper skulle på førstedagen sikre flyvepladserne omkring den hollandske regeringsby, Haag, og derpå fange regeringen sammen med den hollandske overkommando og den hollandske dronning Wilhelmina. Tyske officerer fik faktisk undervisning i, hvordan man korrekt tiltaler kongelige ved sådanne lejligheder. Hvis dette ikke frembragte det ønskede øjeblikkelige sammenbrud, skulle broerne ved Rotterdam, Dordrecht og Moerdijk samtidig sikres, så en mekaniseret styrke kunne afløse de luftbårne styrker sydfra. Denne styrke skulle være den tyske 9. Panzer-division med 141 tanks, den svageste af alle de tyske Panzer-divisioner, og den skulle udnytte et hul i den hollandske hovedforsvarslinje, der skulle skabes af 254. og 256. division på Gennep – 's-Hertogenbosch aksen. Samtidig skulle der gennemføres et angreb mod Grebbe linjen i øst med 207. og 227. division for at fastholde de hollandske styrker.
Af alle operationerne i Fall Gelb var dette den, som i højeste grad anvendte Blitzkrieg-konceptet, som det dengang blev forstået: et strategisk overfald. Og ligesom Fall Gelb som helhed var det et stort hasardspil. Spillet mislykkedes, men hollænderne kom til at betale prisen.

## Oster affæren
Det tyske folk syntes generelt ikke om tanken om at angribe deres nederlandske naboer. Hollænderne havde ikke kæmpet i 1. verdenskrig, havde givet den tyske kejser Wilhelm asyl og var indifferente overfor det tyske nazistyre. Den tyske propaganda begrundede derfor invasionen som en reaktion på et forsøg fra de allierede på at besætte Holland og Belgien. Mange tyske officerer havde aversion mod naziregimet og var fælles om at være betænkelige ved invasionen. En af dem, oberst Hans Oster, der var officer i det tyske efterretningsvæsen Abwehr, fortalte sin ven, den hollandske militærattaché i Berlin major Gijsbertus J. Sas, hvilken dato angrebet skulle finde sted. Den hollandske regering sendte beskeden videre til de allierede; men da denne dato senere blev ændret mange gange, fordi man udskød invasionen for at få bedre vejr og meget andet, blev de andre lande ligeglade efter de mange falske alarmer. Da Oster igen ringede om aftenen den 9. maj til sin ven og blot sagde "I morgen ved daggry", var det kun de hollandske tropper, der blev alarmeret.

## Slaget

### 10. maj
Om morgenen den 10. maj 1940 vågnede hollænderne til lyden af flymotorer i luften. Tyskland havde indledt operation Fall Gelb og angreb Holland, Belgien, Frankrig og Luxembourg uden forudgående krigserklæring.
Om natten krænkede Luftwaffe hollandsk luftrum, fløj igennem det og forsvandt derefter mod vest, hvilket gav hollænderne en illusion om at operationen var rettet mod England, men over Nordsøen vendte de fjendtlige formationer om mod øst for at indlede et overraskelsesangreb mod de hollandske flyvepladser. Mange fly blev ødelagt på jorden. De få hollandske fly som kunne starte, nedskød 13 tyske fly, men de fleste gik tabt under kampen.
Straks efter blev der udkastet faldskærmstropper. Hollandske antiluftskytsbatterier nedskød mange Junkers Ju 52-transportfly; 125 Ju 52 blev ødelagt og 47 beskadiget, hvilket svarede til halvdelen af tyskernes flåde af transportfly..
Angrebet på Haag gik fuldstændig i vasken. Faldskærmstropperne kunne ikke nå at erobre hovedlufthavnen Ypenburg i tide til, at de luftbårne tropper kunne lande sikkert i deres Junkers. Selv om en panserbil var blevet beskadiget af en bombe, ødelagde de resterende fem Landsverks de første to bølger af Junkers fly og dræbte de fleste om bord. Da landingsbanen var blevet blokeret af flyvrag, opgav de resterende bølger landingen og forsøgte at finde alternativer og landede ofte i enge eller på stranden, hvorved tropperne blev spredt. Hjælpeflyvepladsen ved Ockenburg viste sig endnu at være under anlæggelse og havde ikke fået en hård overflade, så de fly, der landede der, sank ned i den bløde jord. Det lykkedes til sidst faldskærmsjægerne at erobre Ypenburg, men de blev straks angrebet. Et helt infanteriregiment var stationeret i nærheden af flyvepladsen. Det gik i stilling og med støtte fra artilleri blev de tyske faldskærmsstyrker spredt i løbet af få timer. Flyvepladsen i Valkenburg blev ligeledes erobret tilbage, og de resterende luftbårne tropper søgte ly i den nærliggende landsby.
Angrebet på Rotterdam var langt mere vellykket. Det startede med, at 12 vandflyvere pakket med 120 mand landede i byens centrum og landsatte angrebsgrupper, som erobrede den tidligere Willemsbrug for at besætte brohoveder over den Nieuwe Maas. Derpå blev den militære flyveplads Waalhaven, der lå syd for byen på øen Ijsselmonde, angrebet af luftbårne styrker. Her lå en infanteribataljon, men så tæt på flyvepladsen, at faldskærmstropperne landede midt i dens stillinger. En forvirret kamp fulgte. Den første bølge af Junkers fly blev delvis ødelagt, men denne gang fortsatte flyene med at lande, trods tabene. Til sidst blev de hollandske forsvarere og tanketter overvældet. De tyske tropper, som blev stadig flere, begyndte at rykke østpå for at skabe kontakt med faldskærmstropperne, som skulle besætte de 2 andre vigtige broer. På øen Dordrecht blev Dordrecht-broen erobret, men i byen som sådan holdt garnisonen ud. De lange Moerdijk broer over den brede Hollands Diep flodmunding, der forbinder øen med provinsen Nord-Brabant blev erobret, og brohoveder blev befæstet på begge sider. I landsbyen Moerdijk blev der begået en klar tysk krigsforbrydelse, da 6 tilfangetagne officerer blev skudt, da deres tropper nægtede at overgive sig.
Tyskerne forsøgte at erobre Ijssel- og Maas-broerne intakte ved brug af kommando grupper fra Brandenburg regimentet, som var begyndt at infiltrere Holland den 8. maj. I løbet af natten til den 10. maj nærmede de sig broerne. Nogle få fra hver gruppe var udklædt som hollandsk militærpoliti og lod, som om de kom med en gruppe tyske fanger for på den måde at snyde de tyske sprængsningskommandoer. Nogle af disse MP-er var hollændere, der var medlemmer af den Nationaal-Socialistische Beweging, det hollandske nazistparti. De fleste af disse forsøg slog fejl og broerne blev sprængt – i to tilfælde med Brandenburgere og det hele. Den væsentligste undtagelse var Gennep-jernbanebroen. Straks efter krydsede et pansertog broen og kørte gennem Peel-Raam stillingen ved Mill og placerede en infanteribataljon bag forsvarslinjen.
Hollænderne udsendte rapporterne om tyske soldater i forklædning til de internationale nyhedsbureauer. Det resulterede i en 5. kolonne-forskrækkelse især i Belgien og Frankrig.
I modsætning til, hvad der senere skete i disse to lande, var der i Holland ikke store mængder af civile flygtninge, som spærrede vejene. Generelt opførte de tyske soldater sig korrekt overfor den hollandske befolkning og dannede pæne køer ved butikkerne for at købe varer, som var rationeret i Tyskland, såsom chokolade.
Efter de stort set fejlslagne angreb på broerne begyndte de tyske divisioner at forsøge at krydse floderne IJssel and Maas. De første angrebsbølger blev typisk ødelagt på grund af utilstrækkelig forudgående beskydning af de hollandske bunkers. Et efterfølgende bombardement ødelagde i de fleste tilfælde disse, og infanteridivisionerne krydsede floden efter at have bygget pontonbroer, men nogle steder, såsom ved Venlo blev forsøget opgivet.
Selv inden det pansrede tog var ankommet, var 3. armekorps allerede blevet trukket tilbage fra Peel-Raam stillingen og havde taget alt artilleriet med sig, men hvert regiment efterlod en bataljon, der sammen med de 14 grænsebataljoner skulle fungere som en dækningsstyrke, kaldet "Peel Divisionen". Armekorpset sluttede sig til seks bataljoner, som allerede lå ved Waal-Linge linjen — og blev således bragt op til fuld styrke igen, men placerede sig i en stilling, hvor den ikke fik yderligere indflydelse på slaget, en fjerdedel af hæren havde i realiteten afvæbnet sig selv.
Den lette division med base i Vught var den eneste mobile reserve, som den hollandske hær havde. Det blev besluttet at lade den gennemføre et modangreb mod den tyske luftbårne landing ved IJsselmonde. Dens regimenter cyklede derfor over Maas- og Wall-broerne og drejede til venstre gennem Alblasserwaard og nåede Noord-floden, den flod som adskilte denne polder fra IJsselmonde om aftenen. Der opdagede de, at den eneste bro, der var bygget i 1939, var efterladt uden bevogtning af faldskærmstropperne, da tyskerne på grund af deres forældede kort ikke vidste, at den fandtes. Det blev imidlertid besluttet at vente med at forsøge at krydse broen indtil dagen efter, hvor artilleriet ville være der til at støtte det. Der blev end ikke etableret et brohoved.
I mellemtiden ankom de forreste elementer af den 1. franske mekaniserede lette division til Holland. Denne division var den nordligste del af den franske 7. arme, og dens opgave var at skabe forbindelse mellem det vestlige Holland og Antwerpen.

### 11. maj
Tyske enheder var allerede nået frem til den sydlige del af Grebbe-linjen om aftenen den 10. maj. Denne del var ikke blevet oversvømmet, og derfor var den beskyttet af en forpostlinje (voorpostenlinie), bemandet med en infanteribataljon. Omkring kl. 3.30 om morgenen den 11. maj begyndte tysk artilleri af beskyde forposterne, og ved daggry fulgte et angreb fra SS regimentet Der Führer. Den undertallige og utilstrækkeligt bevæbnede bataljon gjorde modstand så godt, den kunne, men da man nåede til aften var alle forposter på tyske hænder. Et natligt modangreb fra en hollandsk bataljon slog fejl, fordi den blev beskudt af hollandske tropper, som ikke var orienteret.
I det nordlige Brabant blev der sent den 10. givet ordre til at trække sig tilbage fra Peel-Raam stillingen til Zuid-Willemsvaart, en kanal nogle kilometer længere mod vest. Det betød, at man opgav velforberedte stillinger foruden alt artilleri og alle tunge maskingeværer. Desuden var lå østlige side af kanalen højere end den vestlige, så forsvarerne ikke kunne se deres angribere. Og endelig blev en sektor på den vestlige bred efterladt uden bevogtning. Da denne sektor indeholdt en bro, som ikke var sprængt, kunne tyskerne let omgå Zuid-Willemsvaart, og da den 11. maj var gået, havde de krydset Zuid-Willemsvaart overalt.
Det planlagte angreb fra den lette division blev heller ikke til noget. I sidste øjeblik var broen over floden Noord blevet forberedt til forsvar af de tyske faldskærmstropper, og det viste sig umuligt at krydse den. Adskillige forsøg på at krydse floden i både mislykkedes også, og som fik den lette division ordre til at fortsætte til øen Dordrecht, hvortil den ankom om natten.
Tidligere på dagen var der gjort flere forsøg på at krydse Oude Maas ved Dordrecht og Barendrecht. Der var ingen artilleristøtte, og angrebene blev kun udført tøvende, og derfor slog alle forsøg fejl. Spejderenhederne fra den franske 1. mekaniserede lette division forsøgte et angreb på Moerdijk broen, men blev angrebet af tyske fly og måtte trække sig tilbage.
I Rotterdam lykkedes det trods vigtige forstærkninger ikke for hollænderne at fjerne de tyske faldskærmssoldater fra deres brohoved på den nordlige bred af Maas. Selv om han fik ordre til det af general Student, afslog den tyske kommandant i Rotterdam at evakuere dette brohoved, og trods bombeangreb fra de to resterende hollandske bombefly holdt de tyske faldskærmstropper ud. De holdt også ud omkring Haag, hvor ingen af forsøgene på at eliminere de isolerede faldskæmstropper lykkedes.

## De første dage
Hollændernes optimisme varede ved i de første tre dage af slaget, hovedsagelig fordi det alt sammen skete så hurtigt, at det var svært at få objektiv information. Men alligevel var folk sikre på, at hvis Tyskland angreb, ville Storbritannien og Frankrig komme dem til undsætning i løbet af nogle dage og presse tyskerne tilbage til Tyskland. Briterne og franskmændene kom ikke. Den franske hær rykkede over den belgisk-hollandske grænse, men blev presset tilbage hele vejen til Dunkerque nogle dage senere. Selv om der var små hollandske successer rykkede tyskerne frem med stor hastighed.

## De sidste dage
Den 14. maj lod det til, at hollændernes stilling var forbedret: selv om tyskerne havde besat det meste af landet, var de store byer og hovedparten af den hollandske befolkning stadig under hollandsk kontrol. Den tyske fremrykning fra stoppet ved Kornwerderzand (en række bunkers, der lå på Afsluitdijk og umulige for dem at gennembryde). De resterende tyske faldskærmstropper var nedkæmpet eller omringet, og de tyske kampvogne lod til at være stoppet mod syd ved Rotterdam. Hollænderne var ikke de eneste, der var klar over situationen. Den tyske overkommando og Hitler selv var bekymrede. Hitler, som havde planlagt angrebet på Holland sammen med Erich von Manstein, var bange for, at briterne ville lande på den hollandske kyst og bruge de hollandske flyvepladser til angreb på Tyskland. Han krævede, at hollænderne skulle besejres i løbet af få dage.

## Afslutningen
Kort efter blev der afleveret et ultimatum til de nederlandske forsvarere i Rotterdam. Heri stod der, at byen skulle overgive sig, og hvis det ikke skete, ville den blive bombet. Forhandlingerne var trukket ud og skulle til at genoptages, da en stor styrke bombefly dykkede op, selv om der blev affyret røde blus for at advare flyene om ikke at bombe Rotterdam (Hvorfor formationen ikke tidligere havde fået besked på at afbryde missionen er fortsat genstand for kontrovers), og en gruppe vendte tilbage til sine baser, men den anden og større gruppe fortsatte og bombede Rotterdam. Omkring 900 personer døde i flammerne, og hele den gamle bydel brændte ned.
Da han blev stillet overfor et ultimatum om at kapitulere eller få ødelagt Utrecht, Haag og Amsterdam indså den hollandske øverstkommanderende, som var knust over nyheden om ødelæggelsen af Rotterdam og var klar over, at briterne og franskmændene ikke ville komme til undsætning, besluttede han, at de civile liv var vigtigere for ham end nogle få dages yderligere kamp. Han besluttede, at Holland skulle overgive sig, med undtagelse af provinsen Zeeland, hvor kampen fortsatte for at give de franske tropper nogle vigtige ekstra dage til at trække sig tilbage. Forsvarslinierne ved Bath og Zanddijk var til fordel for forsvarerne på grund af deres geografi (placeret omkring kanaler), og øen Walcheren havde en yderligere naturlig forsvarslinje ved Sloe-strædet. Dette gav de hollandske og franske tropper mulighed for at bremse den tyske fremrykning, om end ikke ret meget. Uden nævneværdig luftstøtte faldt Bath og Zanddijk linjerne hurtigt og efterlod kun Walcheren og Zeeuws-Vlaanderen på hollandske hænder, hvilket gav mulighed for hurtig evakuering af tropper fra havnen i Vlissingen og over land via Belgien.
Walcheren faldt da Luftwaffe indledte store bombardementer af Middelburg, områdets hovedby. Alligevel kan slaget om Zeeland ses som en succes for de allierede, fordi det opnåede sit mål: nemlig evakueringen af hollandske og franske tropper. Zeeland ville under alle omstændigheder gå tabt på grund af dens mangel på forsvarsstillinger (den var ikke en del af Fæstning Holland, og dens geografiske position mellem det øvrige besatte Holland og Belgien, som også var ved blive besat af tyske tropper.

## Efterspil
Efter det nederlandske nederlag etablerede dronning Wilhelmina af Holland en nederlandsk eksilregering i England. Den tyske besættelse indledtes officielt den 17. maj. Den kom til at vare i fem år og kostede 250.000 hollændere livet, inden landet var blevet befriet.